# Ilha de Itamaracá
Ilha de Itamaracá – wyspa i gmina w północno-wschodniej Brazylii, w stanie Pernambuco, w mezoregionie Metropolitana do Recife, w mikroregionie Itamaracá, położona na Oceanie Atlantyckim. Powierzchnia gminy wynosi 65,1 km², a liczba ludności w 2010 roku wyniosła 21 884. W 2000 roku gmina liczyła 15 858 mieszkańców, spośród których 12 930 (81,5%) zamieszkiwało w położonym we wschodniej części wyspy mieście Itamaracá.
Na południowo-wschodnim skraju wyspy znajduje się wzniesiony przez Holendrów w 1631 roku fort zwany Forte Orange.